# Natalie Myburgh
Natalie Myburgh   (15 de maig de 1940 - Knysna, 21 de gener de 2014), coneguda posteriorment amb el nom de casada Gillespie, fou una nedadora sud-africana, especialista en estil lliure, que va competir durant les dècades de 1950 i 1960.
El 1956 va prendre part en els Jocs Olímpics d'Estiu de Melbourne, on va disputar tres proves del programa de natació. Va guanyar la medalla de bronze en els 4x100 metres lliures, formant equip amb Susan Roberts, Moira Abernethy i Jeanette Myburgh. En els 100 metres lliures fou vuitena i en els 400 metres lliures quedà eliminada en sèries.
En el seu palmarès també destaca una medalles d'or als Jocs de l'Imperi Britànic i de la Comunitat de 1954. Fou la primera dona en baixar el minut en les 110 iardes lliures i aconseguí els rècords nacionals dels 100, 200 i 400 metres lliures.